# Мурманский арктический государственный университет
Мурманский арктический государственный университет (МАГУ) — упразднённое федеральное государственное бюджетное образовательное учреждение высшего образования, располагавшееся в Мурманской области. Являлся одним из самых северных университетов мира, а также крупнейшим и старейшим вузом всей заполярной части Российской Арктики. C 2017 по 2021 год был одним из опорных университетов Российской Федерации.
В 2023 году объединён с Мурманским государственным техническим университетом в Мурманский арктический университет.

## История

### Мурманский учительский институт (1939—1956)

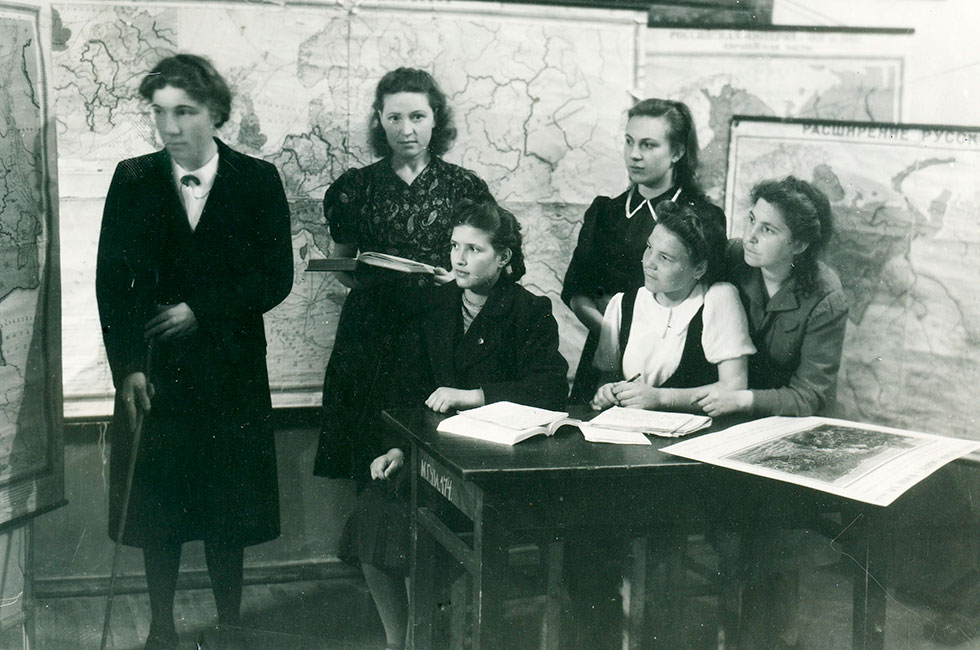
Истоки. Мурманский учительский институт.

13 ноября 1939 года в г. Мурманске открылся двухгодичный вечерний учительский институт, позже ставший дневным. Институт должен был решать задачу обеспечения кадрами школы Мурманской области (ввиду постепенно растущего населения в регионе), подготавливая учителей 5-х — 7-х классов для общеобразовательных школ. Изначально существовало 3 отделения: физико-математическое, историко-филологическое и химико-биологическое (в дальнейшем естественно-географическое). Действовали ускоренные курсы и заочная подготовка учителей. Первоначально в институте училось 75 человек.
С началом Великой Отечественной войны институт прекратил работу и возобновил её только в 1944 году. Из-за нехватки преподавателей и материального обеспечения не приступило к работе естественно-географическое отделение, в институте насчитывалось 5 учебных аудиторий, в которых работало 17 преподавателей и обучалось 87 студентов при плане в 125 человек.
Для развития образовательного и научно-исследовательского потенциала института были приглашены специалисты из Москвы и Ленинграда, введены новые спецкурсы, на отделениях появились кафедры: марксизма-ленинизма, русского языка и литературы, педагогики и психологии, математики, физики, военно-физической подготовки. После окончания Великой Отечественной войны институт стал готовить учителей физкультуры. Стали проводиться занятия по машиноведению, изучению киноаппарата и фотографии. К середине 1950-х годов институтом было подготовлено около пятисот учителей.

### Мурманский государственный педагогический институт (1956—2002)

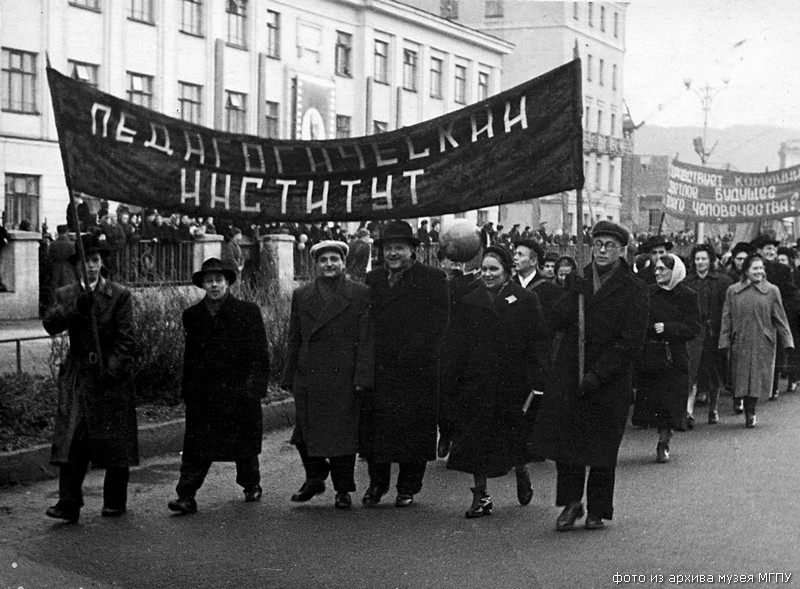
Студенты и сотрудники МГПИ на шествии. 1960-е годы.

7 февраля 1956 года Совет Министров РСФСР отдал распоряжение о реорганизации Мурманского двухгодичного учительского института в педагогический институт с 5-летним сроком образования. Отделения института были преобразованы в историко-филологический и физико-математический факультеты. В 1959 году был организован факультет учителей начальных классов, который, сделав два выпуска, вынужден был прервать свою работу и продолжить её в 1978 году.
В 1962 году открылся факультет общественных профессий, направленный на получение студентами второй дополнительной профессии: театр, художественное чтение, хореография, вокал и хоровое искусство, кино, спорт, искусствоведение, музыка, сестринское дело и др.

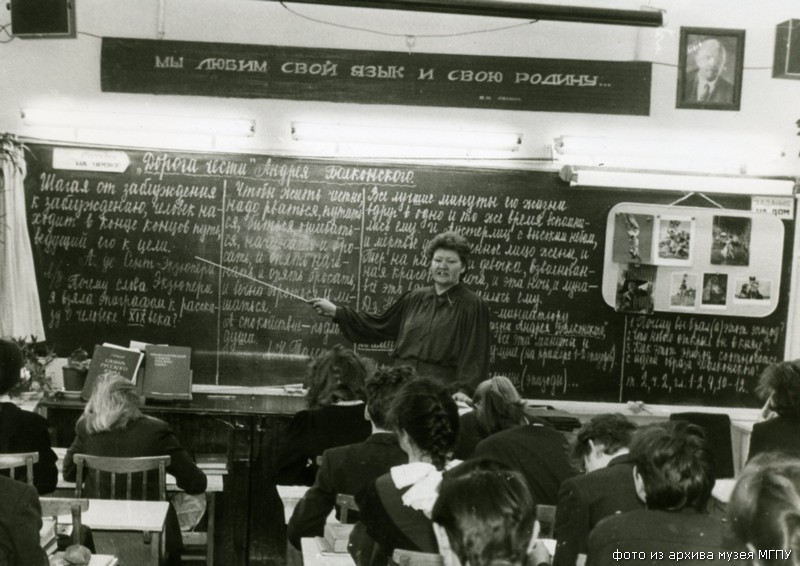
Лекция по литературе у будущих педагогов. 1980-е.

С конца 1960-х годов публиковались научно-популярные книги, учебные и методические пособия по истории Кольского Севера с древнейших времён; закладывались основы литературного и лингвистического краеведения; разрабатывались новые направления в теории воспитания (в том числе театр как средство образования, этнопедагогика, музыкальное обучение и воспитание); развивались полевые археологические исследования, в рамках одного из которых в 1997 г. первокурсником МГПИ были обнаружены уникальные наскальные изображения (петроглифы) в районе Канозера.
В 1973 году впервые стали готовить учителей иностранного языка. Позднее появились другие новые специальности и факультеты: дошкольного воспитания (1989), повышения квалификации руководителей народного образования (1991), иностранных языков (1994), естественно-экологический (1998), художественного образования (1999).
В конце 1980-х годов в институте заработало учебное телевидение, появились компьютерные классы, началась подготовка учителей информатики. В этот же период начинают развиваться международные связи с Лапландским университетом Рованиеми (Финляндия), Политологическим институтом Гронингена (Нидерланды), Университетом Лулео (Швеция). К концу 1990-х в вузе по 28 специальностям обучалось около шести тысяч человек, появилась своя аспирантура и диссертационные советы по общей педагогике и отечественной истории, была создана система учебных центров, оказывающих населению дополнительные образовательные услуги.

### Мурманский государственный педагогический университет (2002—2010)
В связи с расширением направлений подготовки и укрупнением материально-технической базы в 2002 г. МГПИ был переименован в университет: в структуре вуза было 30 кафедр и 15 научно-исследовательских лабораторий, работали 22 доктора и 128 кандидатов наук. В этот период стали открываться новые образовательные программы по двухуровневой системе образования в рамках Болонского соглашения (бакалавриат и магистратура), в университете стала работать аспирантура по 10 научным специальностям.
В МГПУ был создан первый на Северо-Западе России межрегиональный Центр специального образования.
Начался обмен делегациями студентов и преподавателей с вузами Нидерландов, Финляндии, Норвегии, Швеции и США. В рамках международной деятельности в МГПУ работали Французский ресурсный центр, Центр немецкой литературы, Баренц-клуб, филиал кафедры «ЮНЕСКО» РГПУ им. А. И. Герцена.

### Мурманский государственный гуманитарный университет (2010—2015)
Ввиду того, что вуз стал ведущим центром гуманитарных исследований в Мурманской области, он был переименован из педагогического в гуманитарный. В университете работало 28 докторов наук и профессоров и 116 кандидатов наук и доцентов.
В 2013 году 13 образовательных программ МГГУ вошли в число лучших образовательных программ России по итогам Всероссийского конкурса «Лучшие образовательные программы инновационной России».
МГГУ начал теснее сотрудничать с зарубежными вузами в сфере северных исследований, философии, социальной работы и дизайна, реализуя совместные образовательные, научные и социальные проекты.

### Мурманский арктический государственный университет (с 2015)

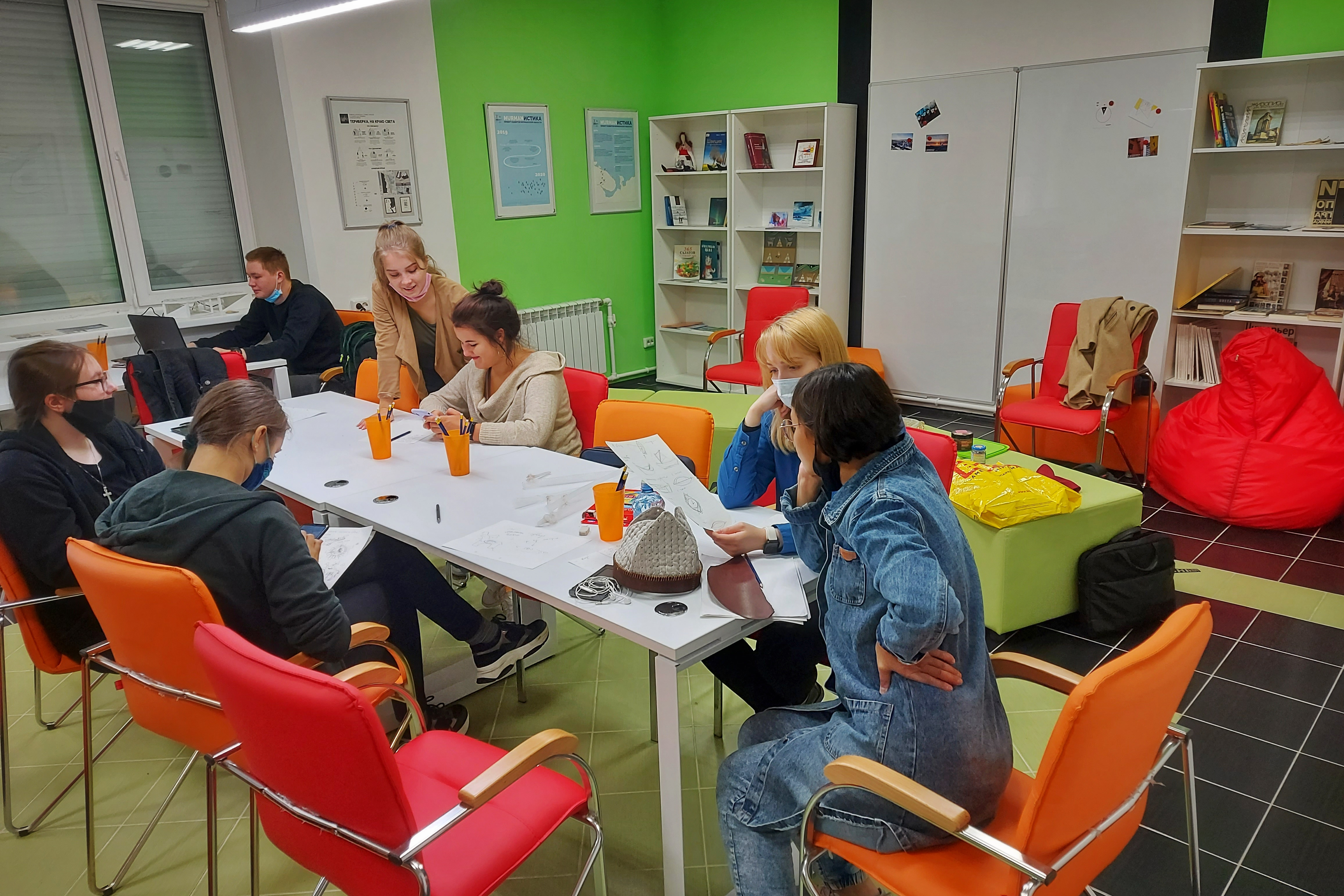
Работа студентов-дизайнеров в коворкинг аудитории.

В 2015 году вуз был переименован из гуманитарного в арктический. Это поспособствовало тому, что вуз получил два дополнительных кампуса в городах Кировск (бывший Хибинский Технический Колледж) и Апатиты (бывший филиал Петрозаводского государственного университета). Кроме того, в 2017 году вузу был присвоен статус опорного.

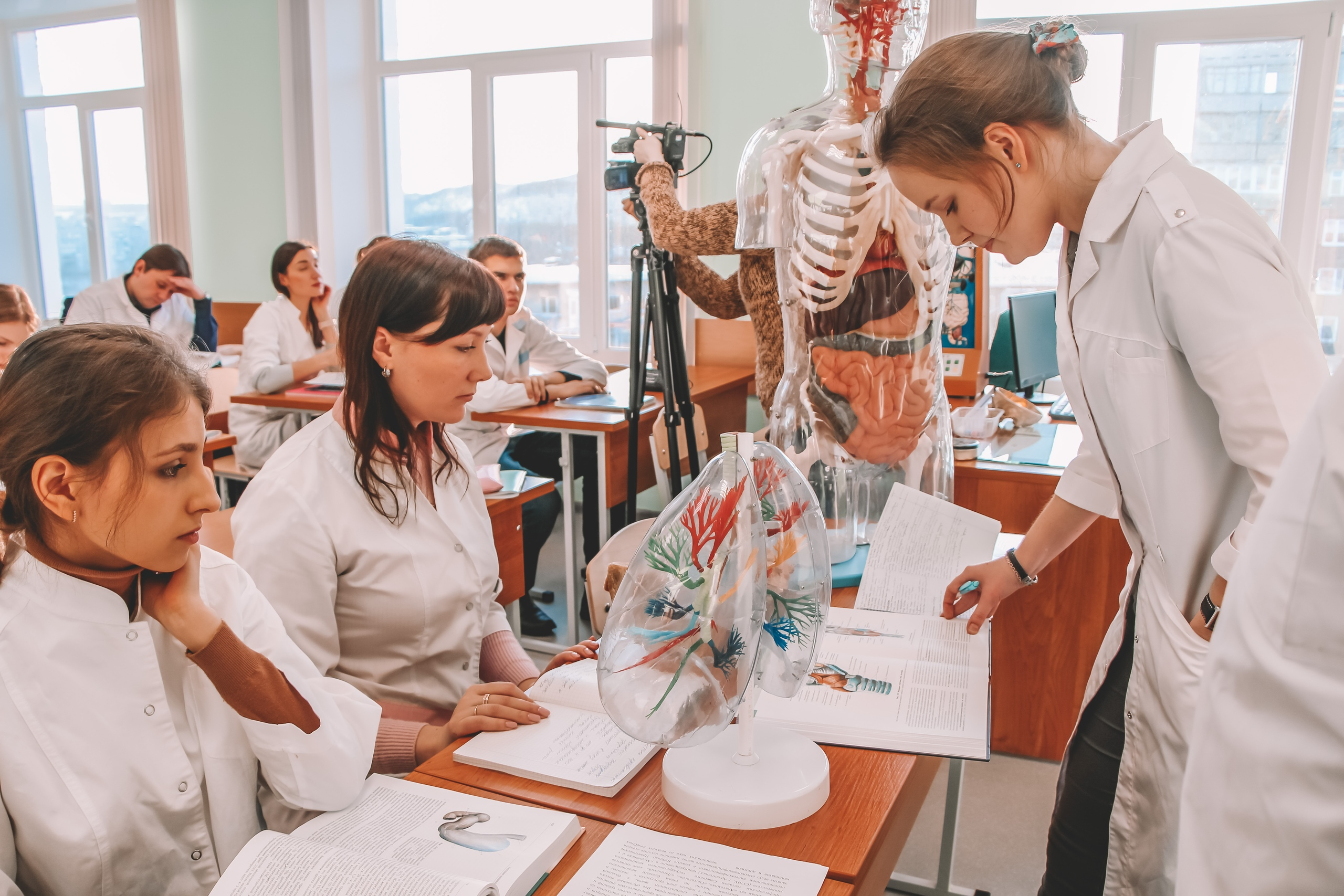
Студенты-медики МАГУ на занятии по анатомии

В период с 2015 по 2018 годы вуз повышал свою публикационную активность и привлекал финансирование на осуществление проектной деятельности.
В этот же период университет реализовывал ряд стратегических проектов (в частности «МАГУ — научно-технологический хаб региона» и «Креативный город — территория развития»), участвовал в формировании экономических кластеров развития региона (горно-химический и металлургический кластер, транспортно-логистический кластер, туристско-рекреационный кластер, кластер северного дизайна), совместно с КНЦ РАН создал информационно-аналитическую площадку (занимающуюся экспертной информационно-аналитической деятельностью по некоторым отраслям экономики Арктики), а также впервые открыл образовательную программу по медицинскому направлению.

## Научно-исследовательская деятельность
Мурманский арктический государственный университет в 2021 году был отнесён ко второй категории организаций из трёх, став лидером во второй волне оценки вузов и научных учреждений всей страны.
В это же время, показатели головного кампуса МАГУ по количеству полученных грантов расчёте на 100 НПР, по числу публикаций организации, индексируемых в информационно-аналитических системах научного цитирования РИНЦ, Web of Science и Scopus, а также по количеству их цитирований в 1,5 — 2 раза превышали медианные значения показателей государственных и муниципальных вузов по всех стране.
Научные изыскания вуза концентрировались на педагогических и социально-гуманитарных аспектах жизни на Кольском севере и в приграничье, однако статус «Арктического» и «опорного» расширил спектр тематик научно-исследовательских работ сотрудников и студентов вуза, а также их географию.
Наиболее перспективными направлениями научно-исследовательской деятельности МАГУ являлись:
| Основные | Дополнительные |
| --- | --- |
| - Мониторинг и сохранение природных экосистем Арктики - Климат и космическая погода - Цифровые технологии в горнодобывающей промышленности - Транспорт и логистика в Арктике - Арктическая урбанистика и комфортная городская среда - Арктический туризм - Здоровье человека на Севере | - Арктическая педагогика и инклюзивное образование - Медиа-доступность и доступная среда - Арктические культура, искусство и дизайн - Молодёжное предпринимательство, малый и средний бизнес Арктики - Языковое разнообразие Арктики - IT, большие данные и анализ данных в прикладных исследованиях Арктики - История и международные отношения в Северной Европе - Предупреждение чрезвычайных ситуаций в Арктике |

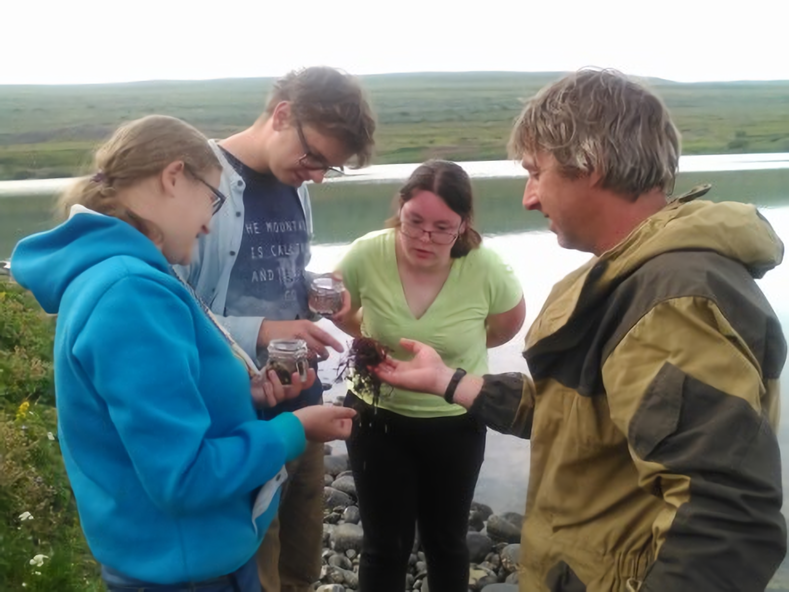
Работы по документации экосистемы озера Могильного в рамках проекта Русского географического общества

На начало 2022 года в вузе функционировали несколько научно-исследовательских лабораторий:
- Мониторинг и сохранение природных экосистем Арктики;
- Компьютерное моделирование физических процессов в околоземной среде (разработчик Модели верхней атмосферы Земли);
- Анализ данных и искусственный интеллект в арктических исследованиях;
- Научно-исследовательская лаборатория социологических исследований;
- Лаборатория антропологических исследований;
- Исследование структуры и свойств физико-технологических материалов горной и электротехнической промышленности;
- Моделирование технологических процессов добычи и переработки полезных ископаемых;

а также Международный информационно-аналитический центр междисциплинарных исследований развития Арктической зоны Российской Федерации, Тундровая исследовательская станция, научная школа «Организация деятельности органов государственной и муниципальной власти в Российской Федерации». МАГУ является региональной базой для отделений таких Российских научных обществ, как «Российское общество политологов», «Российское общество социологов», Российское общество «Знание», «Российское философское общество», «Российское военно-историческое общество».

## Образовательная деятельность
МАГУ реализовывал обучение в очной, заочной и очно-заочной форме по программам среднего профессионального образования, высшего образования (бакалавриат, магистратура, специалитет, аспирантура) и дополнительного образования.
На 2022 год МАГУ имел государственную аккредитацию по следующим укрупнённым группам профессий, специальностей и направлений подготовки:
| Высшее образование | Высшее образование | Высшее образование                                                                                    | Высшее образование | Среднее профессиональное образование |
| Бакалавриат | Магистратура | Специалитет                                                                                           | Аспирантура | Среднее профессиональное образование |
| --- | --- | --- | --- | --- |
| 01.00.00 Математика и механика 02.00.00 Компьютерные и информационные науки 05.00.00 Науки о земле 06.00.00 Биологические науки 09.00.00 Информатика и вычислительная техника 13.00.00 Электро- и теплоэнергетика 14.00.00 Ядерная энергетика и технологии 16.00.00 Физико-технические науки и технологии 37.00.00 Психологические науки 38.00.00 Экономика и управление 39.00.00 Социология и социальная работа 40.00.00 Юриспруденция 42.00.00 СМИ и информационно-библиотечное дело 43.00.00 Сервис и туризм 44.00.00 Образование и педагогические науки 45.00.00 Языкознание и литературоведение 46.00.00 История и археология 49.00.00 Физическая культура и спорт 54.00.00 Изобразительное и прикладные виды искусств | 06.00.00 Биологические науки 09.00.00 Информатика и вычислительная техника 16.00.00 Физико-технические науки и технологии 38.00.00 Экономика и управление 39.00.00 Социология и социальная работа 40.00.00 Юриспруденция 42.00.00 СМИ и информационно-библиотечное дело 44.00.00 Образование и педагогические науки 45.00.00 Языкознание и литературоведение 46.00.00 История и археология | 21.00.00 Прикладная геология, горное дело, нефтегазовое дело и геодезия 31.00.00 Клиническая медицина | 05.00.00 Науки о земле 38.00.00 Экономика и управление 39.00.00 Социология и социальная работа 40.00.00 Юриспруденция 44.00.00 Образование и педагогические науки 45.00.00 Языкознание и литературоведение 46.00.00 История и археология 47.00.00 Философия, этика и религиоведение | 08.00.00 Техника и технологии строительства 09.00.00 Информатика и вычислительная техника 13.00.00 Электро- и теплоэнергетика 15.00.00 Машиностроение 21.00.00 Прикладная геология, горное дело, нефтегазовое дело и геодезия 38.00.00 Экономика и управление 40.00.00 Юриспруденция 43.00.00 Сервис и туризм 54.00.00 Изобразительное и прикладные виды искусств |

Доля МАГУ на рынке высшего образования Мурманской области составляет: 100 % по направлениям «Образование и педагогические науки», «Здравоохранение и медицинские науки», «Гуманитарные науки», «Искусство и культура»; около 70 % по направлению «Науки об обществе»; более 50 % по направлению «Математические и естественные науки»; а также 20 % — «Инженерное дело, технологии и технические науки».

## Структура
Академическая структура МАГУ была подчинена территориальному расположению кампусов вуза, а также тематическому функционалу самих подразделений.
| Высшее образование | Высшее образование | Среднее профессиональное образование | Среднее профессиональное образование |
| Мурманск | Апатиты | Мурманск                             | Кировск                              |
| --- | --- | ------------------------------------ | ------------------------------------ |
| Институт креативных индустрий и предпринимательства - Кафедра искусств и дизайна - Кафедра сервиса и туризма - Кафедра экономики и управления Институт лингвистики - Кафедра иностранных языков - Кафедра филологии и медиакоммуникаций Психолого-педагогический институт - Кафедра педагогики - Кафедра психологии и коррекционной педагогики Социально-гуманитарный институт - Кафедра истории и права - Кафедра философии и социальных наук Факультет математических и естественных наук - Кафедра естественных наук - Кафедра математики, физики и информационных технологий Факультет физической культуры и безопасности жизнедеятельности - Кафедра физической культуры, спорта и безопасности жизнедеятельности Юридический факультет - Кафедра юриспруденции Другие кафедры - Кафедра клинической медицины | Филиал МАГУ в г. Апатиты - Кафедра общих дисциплин - Кафедра экономики, управления и социологии - Кафедра информатики и вычислительной техники - Кафедра физики, биологии и инженерных технологий - Кафедра горного дела, наук о Земле и природообустройства | Колледж МАГУ                         | Филиал МАГУ в г. Кировске            |

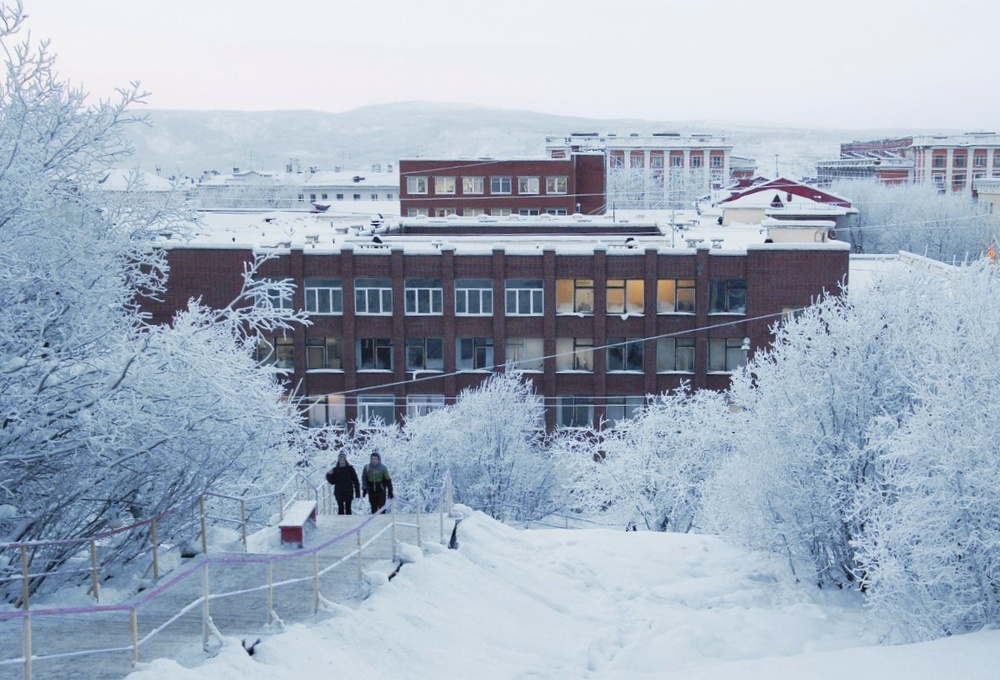
Корпус МАГУ (ул. Капитана Егорова 16, Мурманск)
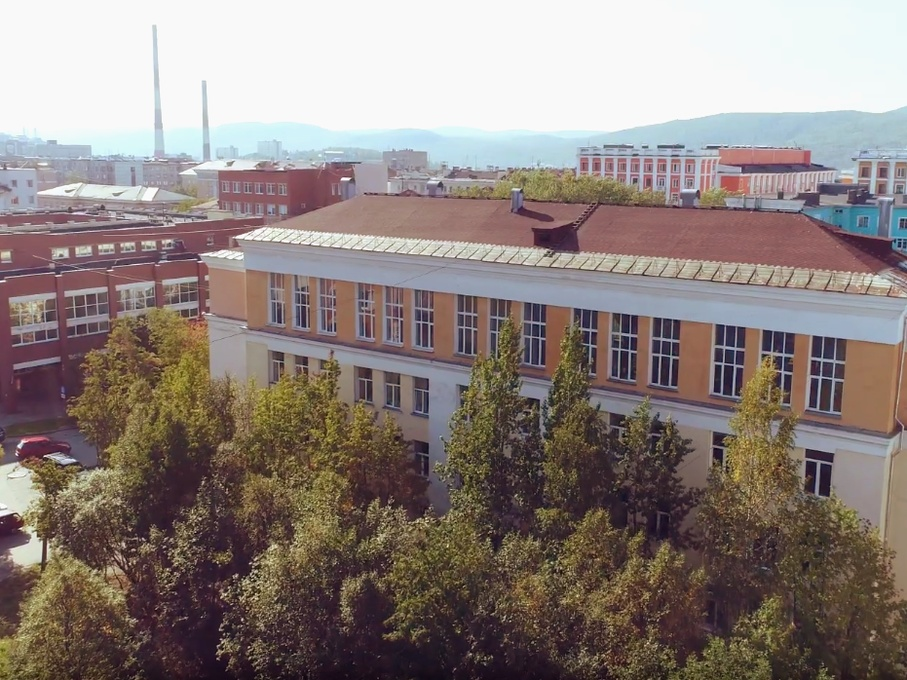
Корпус МАГУ (ул. Капитана Егорова 15, Мурманск)
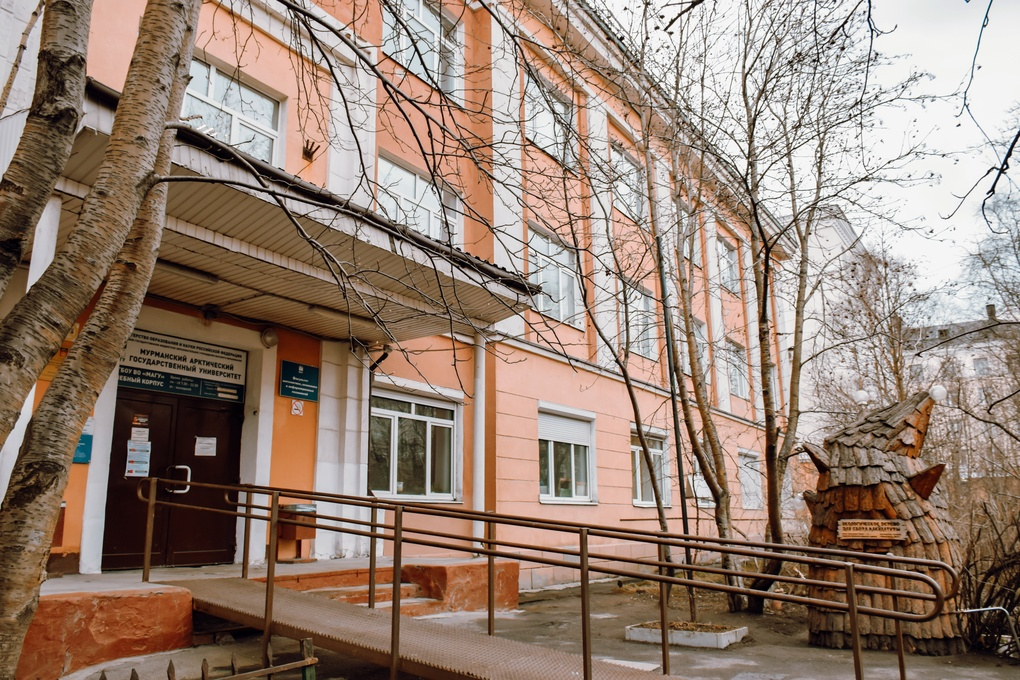
Корпус МАГУ (пр. Ленина 57, Мурманск)
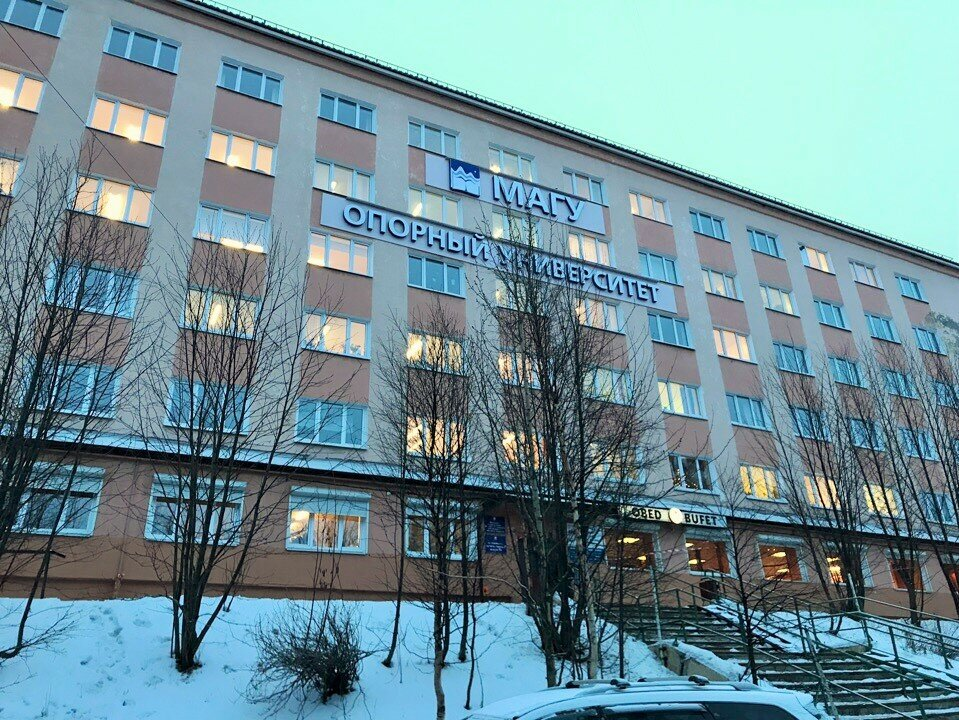
Корпус МАГУ (ул. Коммуны 9, Мурманск)
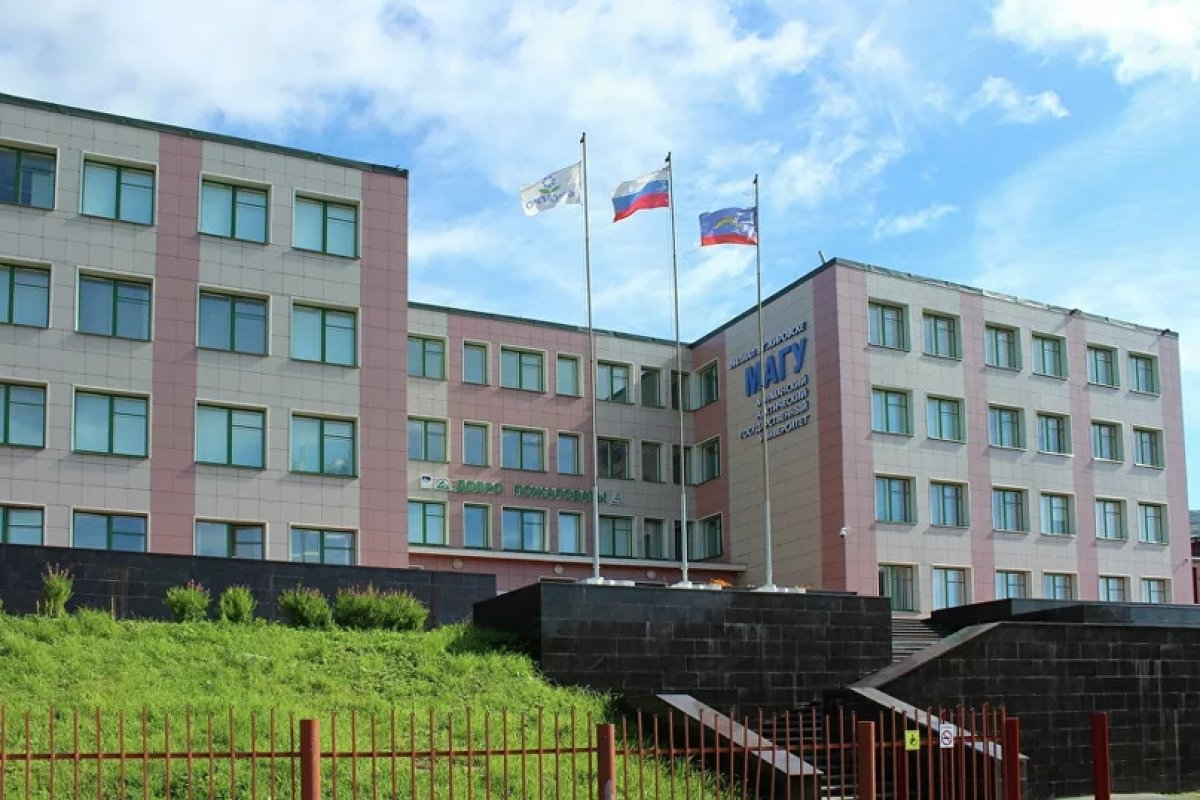
Корпус филиала МАГУ в Кировске

## Сотрудничество

### Индустриальное
Число предприятий, с которыми МАГУ заключил договоры на подготовку специалистов и которые предъявляют базу для прохождения производственной практики студентов — около 300. В рамках подобных соглашений практически 100 % выпускников технического профиля Апатитского филиала МАГУ трудоустраиваются ещё до окончания обучения в университете. Среди компаний, с которыми заключены договоры о сотрудничестве — Новатек, Норникель, Фосагро, Epiroc, Северсталь, Росатом, Еврохим, Мурманский морской торговый порт и т. д. Превалирующая доля средств в доходах от научных исследований и разработок поступает не от государственных и некоммерческих фондов, а от индустриальных партнёров.

### Международное

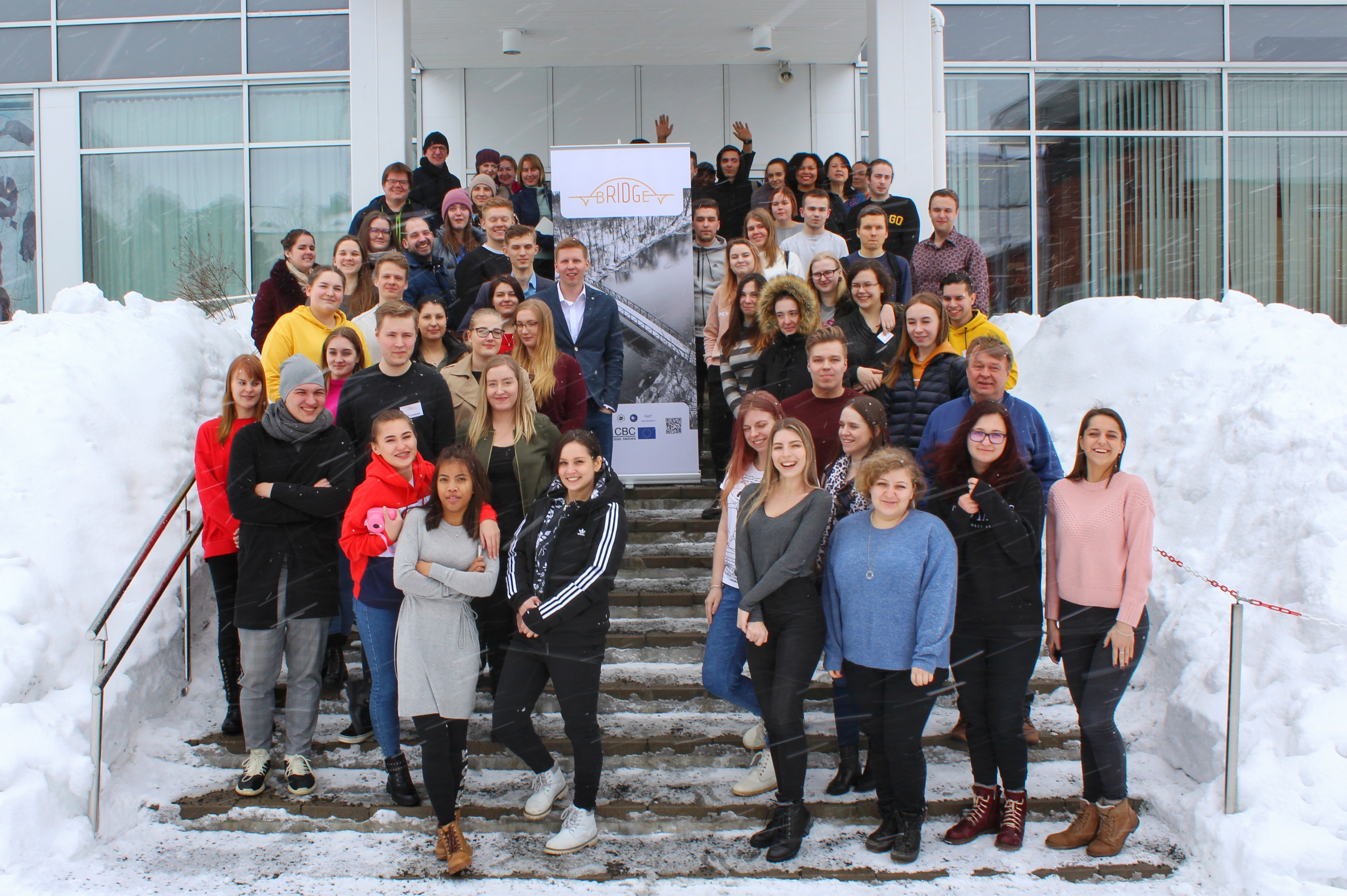
Студенты и сотрудники МАГУ вместе с коллегами из Норвегии и Финляндии на встрече по международному проекту в Торнио (Финляндия). 2019 г.

Вуз являлся членом таких международных университетских ассоциаций, как Университет Арктики, Национальная ассоциация Арктики и Антарктики, Российско-Кыргызский консорциум технических университетов, а также реализует сотрудничество с образовательными, культурными и научно-исследовательскими организациями из Норвегии, Финляндии, Беларуси, Индии, Кыргызстана, КНР, Германии, Сербии, Польши, Франции. Для финансирования международных проектов, проводимых сотрудниками вуза, привлекаются средства различных международных фондов и организаций, в том числе Barents+; CBC Kolarctic; Diku; The Norwegian Barents Secretariat; NordFosk; Erasmus+ и т. д.

## Ректоры
- 1939—1940 — Израэлит, Марк Эммануилович
- 1940—1941 — Косяков, Николай Никонорович
- 1944—1945 — Захаров, Семён Захарович
- 1945—1951 — Сигов, Всеволод Васильевич
- 1951—1956 — Филиппов, Михаил Филиппович
- 1956—1962 — Смирнов, Сергей Андреевич
- 1962—1977 — Дмитриев, Николай Александрович
- 1977—2000 — Лявданский, Эдуард Константинович
- 2000—2008 — Трипольский, Рувин Израйлевич
- 2009—2019 — Сергеев, Андрей Михайлович
- 2020—2023 — Шадрина, Ирина Михайловна[14]

## Известные преподаватели
- Борухович, Владимир Григорьевич — советский и российский историк античности, филолог-классик, переводчик древних авторов, педагог, доктор исторических наук.
- Бубенцов, Виталий Николаевич — Заслуженный художник Российской Федерации, Член Союза художников России, Член Международной ассоциации изобразительных искусств АИАТ ЮНЕСКО.
- Климов Юрий Николаевич — известный историк, специалист по истории Кольского края времён революции, гражданской войны и НЭПа, доктор исторических наук, профессор.
- Климов, Олег Юрьевич — российский историк, специалист по истории и культуре древнего мира, в особенности по эпохе эллинизма. Доктор исторических наук (2002), профессор.
- Ушаков, Иван Фёдорович — российский историк и педагог. Доктор исторических наук, член Российской академии педагогических и социальных наук (1996).
- Фёдоров, Павел Викторович — российский историк, северовед, социальный антрополог, некрополист. Доктор исторических наук, профессор.
- Шейнкер, Вениамин Наумович — советский и российский литературовед, доктор филологических наук, профессор.
- Ерасов, Владимир Павлович — советский и российский театральный актёр, педагог, народный артист Российской Федерации, Заслуженный артист Российской Федерации.
- Куруч, Римма Дмитриевна — российский учёный-филолог и педагог, кандидат педагогических наук, преподаватель кильдинского саамского языка, один из авторов первого в мире саамско-русского словаря.
- Киселёв, Алексей Алексеевич — советский и российский историк, северовед. Автор многих книг по истории Европейского Севера России, в том числе по истории саамов. Доктор исторических наук, профессор, действительный член Академии педагогических и социальных наук.
- Лурье, Яков Соломонович — советский и российский филолог, историк культуры, литературовед. Доктор филологических наук.

## Известные выпускники
Спорт
- Зевахина, Татьяна Викторовна — биатлонистка, участница Кубка IBU, неоднократная чемпионка и призёр чемпионата России, призёр чемпионата Европы среди юниоров, чемпионка мира среди юниоров по летнему биатлону.
- Денисова, Ульяна Викторовна — биатлонистка. Мастер спорта. Член сборной России. Чемпионка мира среди юниоров. 2-х кратная чемпионка Европы.
- Егоров, Александр Сергеевич — саночник, выступающий в дисциплине натурбан. Многократный призёр чемпионатов мира и Европы
- Круглова, Лариса Николаевна — легкоатлетка. Заслуженный мастер спорта. Призёр Олимпийских игр, чемпионатов Европы и мира.
- Лазарев, Иван Владимирович — саночник, выступающий в дисциплине натурбан, многократный чемпион мира и Европы.
- Рожков, Сергей Леонидович — биатлонист, многократный чемпион и призёр чемпионата мира и чемпионата Европы.
- Карякин, Сергей Витальевич — биатлонист, призёр чемпионата России, чемпион России по летнему биатлону.
- Соломатина, Людмила Сергеевна — биатлонистка, чемпионка Европы и России по летнему биатлону, призёр чемпионата России в зимнем биатлоне.
- Тягунская, Надежда Петровна — биатлонистка, чемпионка и призёр чемпионата России.
- Локтионов, Анатолий Владимирович — биатлонист, чемпион и призёр чемпионатов России.

Культура и наука
- Бон (Бондарев), Александр Сергеевич — певец и музыкант. Финалист третьего сезона российского телешоу «Голос», участник телепроекта «Точь-в-точь».
- Гоман, Алексей Владимирович — певец, автор песен, телеведущий, актёр. Победитель реалити-шоу «Народный артист», участник шоу «Танцы со звёздами», «Ледниковый период».
- Иващенко, Инга Валентиновна — художник, дизайнер, член Московского Союза художников, Творческого Союза художников России, National Institut of American Doll Artists NIADA.
- Сериков, Владислав Владиславович — учёный, педагог. Член-корреспондент РАО, профессор, доктор педагогических наук, Заслуженный деятель науки РФ, лауреат Премии Правительства России в области образования.
- Орешета, Михаил Григорьевич — прозаик, краевед, поисковик. Член Союза писателей России.
- Колов, Сергей Петрович — русский советский писатель, искусствовед и культуролог. Академик РАХ (2013)
- Куперштейн, Юрий Семёнович — советский и российский педагог, специалист в области общей физики, автор школьных учебных пособий по физике. Заслуженный учитель Российской Федерации.